# Adesmia pseudogrisea
Adesmia pseudogrisea är en ärtväxtart som beskrevs av Arturo Erhardo Erardo Burkart. Adesmia pseudogrisea ingår i släktet Adesmia och familjen ärtväxter. Inga underarter finns listade i Catalogue of Life.